# Il racconto dell'ancella (romanzo)
Il racconto dell'ancella (The Handmaid's Tale) è un romanzo distopico di Margaret Atwood del 1985.
Ambientato in un futuro prossimo, in una teocrazia totalitaria che ha rovesciato il governo degli Stati Uniti, Il racconto dell'ancella esplora i temi della sottomissione della donna e dei vari mezzi che la politica impiega per asservire il corpo femminile e le sue funzioni riproduttive ai propri scopi.
Il romanzo ha vinto il Premio Arthur C. Clarke 1987 e il Governor General's Award ed è stato candidato al Premio Nebula, al Premio Prometheus e al Booker Prize.
Nel 1990 il romanzo è stato adattato per il grande schermo nell'omonimo film diretto da Volker Schlöndorff e nel 2017 per la televisione nell'omonima serie.

## Storia editoriale
Margaret Atwood ha iniziato a scrivere il romanzo nella primavera del 1984, durante il suo soggiorno a Berlino Ovest; il titolo assegnato provvisoriamente all'opera era Offred (dal nome della protagonista, tradotto in italiano come Difred), per poi assumere quello definitivo di The Handmaid's Tale a circa metà del lavoro. Il titolo finale si ispira a quelli usati da Geoffrey Chaucer nei Racconti di Canterbury (come Il racconto del mercante, Il racconto del frate, ecc).
Il racconto dell'ancella è stato completato all'inizio del 1985 quando l'autrice si era trasferita in Alabama per lavoro, pubblicato per la prima volta in Canada nell'autunno del 1985, nel Regno Unito e negli Stati Uniti nel febbraio del 1986, successivamente tradotto in moltissime lingue. L'opera ha venduto milioni di copie in tutto il mondo sollevando nel frattempo vivaci polemiche per i forti temi trattati, tanto da essere stato messo al bando in alcune scuole superiori; di contro è diventato una bandiera di alcuni movimenti di protesta a sostegno dei diritti delle donne. Nolite te bastardes carborundorum e Ci sono domande?, due frasi ricorrenti nell'opera, sono spesso usate come motto di emancipazione femminile .
Benché il filo conduttore dell'opera sia quello del "cosa accadrebbe se...", la scrittrice non ha voluto inserire nel romanzo invenzioni fantasiose o eventi irreali, limitandosi a concatenare tra di loro fatti già avvenuti e comportamenti umani già messi in pratica in altre epoche o paesi, prendendo ispirazione anche da libri quali 1984 di George Orwell, Il mondo nuovo di Aldous Huxley e Fahrenheit 451 di Ray Bradbury.
Il romanzo ha vinto il Governor General's Award, un riconoscimento offerto dal Primo Ministro del Canada nel 1985 e il primo Premio Arthur C. Clarke nel 1987, venne candidato al Premio Nebula nel 1986, al Booker Prize, al premio Locus e al Premio Prometheus nel 1987.
Il libro è dedicato a Mary Webster, una donna accusata di stregoneria nella cittadina puritana di Hadley nel Massachusetts nel XVII secolo, forse lontana antenata di Margaret Atwood.

## Trama
Alla fine del ventesimo secolo le superpotenze mondiali sono stremate dalla guerra mentre la Terra è devastata dall'inquinamento radioattivo e chimico; il malcontento serpeggia tra la popolazione che ha raggiunto la crescita zero e, per sedare le rivolte intestine, viene siglata una tregua e il cosiddetto "accordo sulle sfere di influenza" che lascia liberi i vari governi di scegliere i mezzi ritenuti necessari per sedare le rivolte senza che le altre nazioni si intromettano. Come risultato, nel Nord America a seguito di un golpe, si insedia un regime totalitario teocratico di ispirazione biblica vetero-testamentaria, la "Repubblica di Gilead" che, sin da subito, instaura un regime in cui sono illegali altre confessioni religiose e la lettura. Tutte le libertà individuali vengono soppresse e la società viene riconfigurata su un modello fortemente classista in cui chi si trova al vertice della piramide sociale gode di grandi privilegi, chi si trova alla base vive una condizione simile alla schiavitù. Un trattamento particolare è riservato alle donne, rese asservite all'uomo per scopi riproduttivi. I rivoltosi vengono eliminati o esiliati nelle colonie ove vengono impiegati nel trattamento e smaltimento dei rifiuti tossici che hanno contaminato il pianeta. Le donne non fertili o troppo anziane per essere ancora utili nei lavori più umili sono dichiarate "Nondonne" ed eliminate. Guerre civili continuano tra le varie confessioni religiose e la Repubblica di Gilead mantiene il controllo della popolazione e delle donne con il terrore e con i pogrom. Da un giorno all'altro le donne sono state private di ogni bene, ogni diritto e ogni libertà.
Il vertice della piramide sociale di Gilead è rappresentato dai Comandanti, gerarchi della Repubblica e depositari del potere. Seguendo il precetto biblico della Genesi 30,1-4 secondo cui i mariti qualora avessero mogli sterili, potevano copulare con le proprie serve per generare figli, i Comandanti si dotano di Ancelle, donne fertili in stato di completo asservimento, schiavizzate al solo scopo di procreare.
Oltre alle Ancelle, ai Comandanti dei Fedeli, e alle Nondonne, vi sono altre categorie sociali: le Marte, ovvero le serve, gli Occhi, membri dei servizi segreti, i Custodi ossia l'equivalente maschile delle Marte a cui i rapporti con le donne sono vietati, gli Angeli, ossia i militari, le Mogli dei Comandanti e degli Angeli, le Zie, guardiane del rigore morale delle donne, le Economogli, sposate a uomini di basso ceto sociale, e le prostitute, la cui esistenza non è ufficialmente ammessa.
L'Ancella protagonista ci fa conoscere la sua storia per mezzo di sue parole incise su musicassette e ritrovate più di un secolo dopo. Difred, prima di essere costretta a diventare ancella, conviveva con un uomo divorziato, Luke, e con lui aveva avuto una bambina. In pochi mesi la sua vita cambia: viene licenziata, il suo conto bancario azzerato e perseguitata per quello che viene considerato un rapporto illegittimo (in quanto sono considerati validi solo i primi matrimoni). I due tentano di espatriare con la figlia in Canada ma durante la fuga vengono arrestati: Luke sparisce, la figlia data in affidamento ad una delle famiglie di elevato rango sociale che non hanno figli e Difred è costretta alla schiavitù sessuale come ancella in casa dei Comandanti. Difred non è il suo nome di battesimo, che non vorrà mai rivelare durante la narrazione,: le viene infatti assegnato quello del loro padrone, preceduto dalla preposizione "Di", in questo caso "del Comandante Fred", ossia "Difred". Nella casa del Comandante la sua vita trascorre con inerzia, tra le angherie della moglie del padrone, che subisce con stizza, le rituali copule del marito con la sua ancella (che avvengono a scansione mensile, nel periodo fertile di quest'ultima), sperando comunque di avere un figlio da accudire in quanto sarebbe l'unico mezzo per ottenere una certa considerazione sociale. Si scoprirà poi che Difred è solo l'ultima di una serie di ancelle affidate al Comandante (probabilmente sterile come la moglie), l'ultima delle quali si era suicidata non prima di aver inciso con uno spillo nell'armadio della sua camera una frase in latino maccheronico, "Nolite te bastardes carborundorum" (tradotta: "che i bastardi non ti schiaccino"). Il Comandante, nonostante il divieto di intimità con l'ancella che non sia l'atto sessuale consumato in presenza della moglie e di tutta la servitù riunita, inizia a frequentare di nascosto Difred. I due inizialmente si limitano a praticare quelle attività divenute illegali e giocano a Scarabeo; lui le permette di leggere alcune riviste che prima dell'avvento del regime di Gilead erano dedicate ad un pubblico femminile. Successivamente le pretese del Comandante si fanno più pericolose, introducendola di nascosto dopo averla fatta travestire in maniera osé in una casa di tolleranza allestita dal regime per i funzionari di Gilead, un posto segreto a nome "Gezebele".
La donna è costretta ad annullare la propria personalità e ad accettare le attenzioni e i capricci del Comandante che, in questo modo, vuole affermare il suo controllo e il suo potere. Difred è terrorizzata da possibili ripercussioni, avendo avuto esperienza diretta delle punizioni impartite ai disubbidienti e non ha il coraggio di sottrarsi alle richieste; unica forma di evasione è il rapporto clandestino che Difred riesce ad avere con Nick, il Custode factotum del Comandante, apparentemente ai più bassi gradini della scala sociale. Nel frattempo Difred da mezze parole scambiate con un'altra ancella, Diglen, viene a sapere dell'esistenza di un movimento clandestino di resistenza il "Mayday", e la collega le chiede di collaborare raccogliendo informazioni contro il Comandante: Difred però è terrorizzata e non presta alcun aiuto alla compagna, accettando di annullarsi supinamente al regime, pur di sopravvivere.
La moglie del Comandante, Serena Joy, sa che il marito è sterile ma non può ammetterlo pubblicamente, poiché secondo l'interpretazione biblica fatta dai teologi di Gilead, solo alla donna e non all'uomo può essere imputata la sterilità; per uscire dall'impasse, pur di avere un bambino da accudire e liberarsi una volta per tutte della presenza delle ancelle nella casa, suggerisce a Difred di lasciarsi mettere incinta da Nick promettendole in cambio di farle avere notizie della figlia scomparsa. Anche Difred è ansiosa di avere un figlio, così da liberarsi dall'obbligo dei ripetuti tentativi di inseminazione da parte del Comandante e per evitare di essere considerata "Nondonna" e quindi essere deportata nelle Colonie. Come promesso, Serena riesce ad ottenere e mostrare a Difred una foto della figlia in compagnia di genitori adottivi e le ricorda di mantenere il patto. Difred, benché titubante per l'accordo, successivamente dimostra un reale interesse per Nick e da quel momento in poi si rifugia tra le braccia di Nick ogni possibile sera, anche se a conoscenza dei rischi che corre. Ad un certo punto, però, Serena Joy scopre le attenzioni rivolte all'ancella da parte del marito e promette severe ripercussioni. Difred viene inoltre a sapere che Diglen è stata scoperta e che si è suicidata; è terrorizzata e progetta anche lei il suicidio quando dalla finestra della camera vede sopraggiungere un furgone dei servizi segreti, i famigerati "Occhi". Nel mentre viene raggiunta da Nick che tenta di tranquillizzarla, dicendole che in realtà è arrivato il Mayday. Il racconto di Difred termina con l'ancella che viene prelevata e caricata sul furgone, sotto lo sguardo impotente del Comandante e quello di disprezzo delle altre donne di casa, e mentre sale sul furgone ancora non sa se sia davvero il suo salvataggio o la sua cattura.
Il romanzo termina con un epilogo metafittizio ambientato circa due secoli dopo, nella forma di una parziale trascrizione del "dodicesimo simposio di studi Galadiani", tenutosi nel 2195. Il professor Pieixoto, oratore del simposio, ha scoperto insieme al professor Knotly Wade una raccolta di audiocassette contenenti la storia di Difred, da loro trascritta e battezzata come "il racconto dell'ancella", argomentando sull'impossibilità di stabilire l'autenticità del racconto e presentando i loro studi per tentare di identificarne i protagonisti. Suggerisce che forse il Comandante potrebbe essere identificato con Frederick R. Waterford, alto esponente del regime e successivamente vittima di una purga, o forse con Frederick Judd, altro Comandante del primo periodo Galaadiano. Non sono certi sul destino della protagonista: l'esistenza delle registrazioni suggerisce che effettivamente sia fuggita con l'aiuto di Nick, ma non si sa se sia stata in seguito ricatturata, o se abbia superato il confine ma abbia mantenuto l'anonimato per evitare ritorsioni contro Nick e la figlia o per incapacità di riadattarsi alla vita nel mondo fuori da Gilead.

## Personaggi
DifredLa protagonista del romanzo, trentatreenne e voce narrante della storia. Costretta a diventare ancella dopo essere stata arrestata dal regime a causa di precedenti rapporti dichiarati illegittimi. Il suo compagno, Luke, è stato probabilmente giustiziato e sua figlia rapita e data in adozione.
Il ComandanteGerarca della Repubblica di Gilead e padrone di Difred, che gli è stata "assegnata" a scopi riproduttivi.
Serena JoyLa moglie del Comandante. Accetta malvolentieri nella sua casa la presenza di Difred e delle altre ancelle che l'avevano preceduta.
MoiraAmica di Difred sin dai tempi dell'università, prima dell'insediamento della Repubblica di Gilead. Mai arresasi al regime, a differenza dell'amica, la reincontra nella scuola di formazione per ancelle, in realtà un istituto di correzione, dal quale riesce a fuggire. Si ritroveranno nella casa di tolleranza in cui Moira accetta di essere rinchiusa per evitare di essere spedita nelle Colonie dopo essere stata ricatturata e torturata.
DiglenUn'ancella con la quale Difred stringe un rapporto confidenziale e dalla quale apprende dell'esistenza di un movimento di resistenza clandestino, il "Mayday".
NickIl factotum del Comandante, in realtà membro dei servizi segreti e contemporaneamente del movimento clandestino avverso al regime di Gilead. Con lui Difred avrà un rapporto segreto.
LukeIl compagno di Difred, arrestato dal regime e probabilmente giustiziato. Apparirà soltanto nei flashback di Difred.
Zia LydiaInsegnante e aguzzina nella scuola di addestramento per ancelle. Il termine "Zia" in questo caso non identifica un rapporto di parentela, ma la funzione assegnata a questa categoria di donne particolarmente solerti nel punire ogni minima trasgressione o devianza dai protocolli religiosi e puritani imposti alle donne.
Cora e RitaLe Marte della casa del Comandante che svolgono ruoli domestici.

## Sequel
Nel 2019 l'autrice ha dato alle stampe un seguito dal titolo I testamenti.

## Adattamenti
- Il romanzo è stato adattato per il cinema nel 1990 nel film Il racconto dell'ancella diretto da Volker Schlöndorff e interpretato da Natasha Richardson nel ruolo della protagonista Difred.[1]
- Nel 2000 dal romanzo è stata tratta un'opera lirica omonima, The Handmaid's Tale, su partitura del compositore danese Poul Ruders e libretto di Paul Bentley.[1]
- Nel 2017 viene realizzata la serie televisiva The Handmaid's Tale con Elisabeth Moss nel ruolo della protagonista.[15]

## Edizioni
- (EN) Margaret Atwood, The Handmaid's Tale, 1ª ed., McClelland & Stewart, 1985, ISBN 0-7710-0813-9.
- Margaret Atwood, Il racconto dell'ancella, traduzione di Camillo Pennati, Omnibus, Mondadori, 1988,  p. 313, ISBN 88-04-28800-0.
- Margaret Atwood, Il racconto dell'ancella, traduzione di Camillo Pennati, Ponte alle Grazie, 2004,  p. 313, ISBN 88-7928-699-4.
- Margaret Atwood, The Handmaid's Tale, Random House, 2012, ISBN 978-1-4464-8547-7.